# Адміністративний поділ Молдавської РСР на 1 січня 1947 року
Молдавська РСР станом на 1 січня 1947 року ділилася на повіти, райони та міста республіканського підпорядкування:
- загальна кількість повітів — 6
- загальна кількість районів — 60
- загальна кількість сільрад — 1234
- загальна кількість міст — 14, у тому числі міст республіканського підпорядкування — 4
- загальна кількість селищ — 11
- столиця Молдавської РСР — місто Кишинів

Райони республіканського підпорядкування
- Григоріопільський (11 сільрад, центр — смт Григоріополь)
- Дубоссарський (18 сільрад, центр — смт Дубоссари)
- Кам'янський (13 сільрад, центр — смт Кам'янка)
- Рибницький (23 сільради, центр — місто Рибниця)
- Слободзейський (8 сільрад, центр — село Слободзея)
- Тираспольський (13 сільрад, центр — місто Тирасполь)

Міські поселення республіканського підпорядкування
- Бєльці
- Бендери
- Кишинів
- Тирасполь

Повіти
- Бєльцький
  - Бєльцький район (32 сільради, центр — місто Бєльці)
  - Болотинський район (23 сільради, центр — село Балатіна)
  - Братушанський район (28 сільрад, центр — село Братушани)
  - Бричанський район (17 сільрад, центр — смт Бричани)
  - Глоденський район (20 сільрад, центр — село Глодяни)
  - Єдинецький район (17 сільрад, центр — смт Єдинці)
  - Кишкаренський район (29 сільрад, центр — село Кішкерень)
  - Корнештський район (29 сільрад, центр — село Корнешти)
  - Липканський район (19 сільрад, центр - смт Липкани)
  - Ришканський район (31 сільрада, центр - смт Ришкани)
  - Скулянський район (25 сільрад, центр — село Скулень)
  - Синжерейський район (33 сільради, центр — село Синжерея)
  - Унгенський район (28 сільрад, центр — місто Унгени)
  - Фалештський район (27 сільрад, центр — місто Фалешти)
- Бендерський
  - Бендерський район (14 сільрад, центр — місто Бендери)
  - Бульбоцький район (22 сільради, центр — село Булбоака)
  - Волонтирівський район (8 сільрад, центр — село Волінтір)
  - Кайнарський район (16 сільрад, центр — село Тараклія)
  - Каушенський район (17 сільрад, центр — село Каушани)
  - Комратський район (8 сільрад, центр — село Комрат)
  - Олонештський район (11 сільрад, центр — село Олонешть)
  - Романівський район (9 сільрад, центр — смт Романівка)
  - Чимішлійський район (18 сільрад, центр — село Чимішлія)
- Кагульський
  - Баймаклійський район (23 сільради, центр — село Баймаклія)
  - Вулканештський район (15 сільрад, центр — село Вулканешти)
  - Кагульський район (20 сільрад, центр — місто Кагул)
  - Конгазький район (12 сільрад, центр - село Конгаз)
  - Тараклійський район (5 сільрад, центр - село Тараклія)
  - Чадир-Лунзький район (10 сільрад, центр - село Чадир-Лунга)
- Кишинівський
  - Вадул-луй-Водський район (19 сільрад, центр — село Вадул-луй-Воде)
  - Калараський район (22 сільради, центр — місто Келераш)
  - Кишинівський район (17 сільрад, центр — місто Кишинів)
  - Котовський район (28 сільрад, центр — смт Котовське)
  - Лепушнянський район (30 сільрад, центр — село Лепушна)
  - Леовський район (20 сільрад, центр — місто Леова)
  - Ніспоренський район (31 сільрада, центр — село Ніспорени)
  - Страшенський район (23 сільради, центр — село Страшени)
- Оргеєвський
  - Бравицький район (18 сільрад, центр — село Бравіча)
  - Кіперченський район (25 сільрад, центр — село Кіперчень)
  - Кріуленський район (18 сільрад, центр — село Криуляни )
  - Оргіївський район (30 сільрад, центр — місто Оргіїв)
  - Респопенський район (17 сільрад, центр — село Респопень)
  - Резинський район (27 сільрад, центр — місто Резина)
  - Сусленський район (22 сільради, центр - село Суслень)
  - Теленештський район (21 сільрада, центр - смт Теленешти)
- Сороцький
  - Атакський район (25 сільрад, центр - село Атаки)
  - Вертюжанський район (22 сільради, центр — село Вертюжень)
  - Дрокійський район (19 сільрад, центр — село Надушита)
  - Згурицький район (26 сільрад, центр — село Згуриця)
  - Котюжанський район (23 сільради, центр — село Котюжени)
  - Окницький район (15 сільрад, центр — смт Окниця)
  - Сороцький район (23 сільради, центр — місто Сороки)
  - Тирнівський район (16 сільрад, центр — село Тирнова)
  - Флорештський район (31 сільрада, центр — місто Флорешти)